# Elophos unicoloraria
Elophos unicoloraria là một loài bướm đêm trong họ Geometridae.